# 维谢尔
维谢尔（法語：Vichères，法語發音：[viʃɛʁ]）是法国厄尔-卢瓦省的一个市镇，属于诺让勒罗特鲁区。

## 地理
维谢尔（48°16'7"N, 0°54'46"E）面积12.27 平方千米，位于法国中央-卢瓦尔河谷大区厄尔-卢瓦省，该省份为法国北部内陆省份，北起顺时针与厄尔省、伊夫林省、埃松省、卢瓦雷省、卢瓦-谢尔省、萨尔特省和奧恩省接壤。
与维谢尔接壤的市镇（或旧市镇、城区）包括：特里宰-库特勒托-圣塞尔日、阿让维利耶、博蒙莱索泰勒、贝通维利耶、库德赖欧佩什、拉戈代讷、苏昂塞欧佩什。

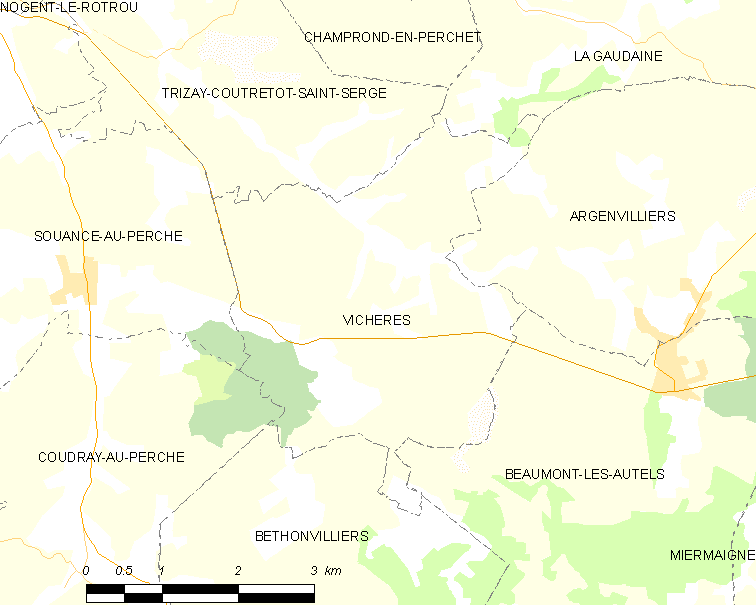
维谢尔的OSM定位图

维谢尔的时区为UTC+01:00、UTC+02:00（夏令时）。

## 行政
维谢尔的邮政编码为28480，INSEE市镇编码为28407。

## 政治
维谢尔所属的省级选区为诺让勒罗特鲁县。

## 人口

1962-2008年间维谢尔人口变化图示

维谢尔于2022年1月1日时的人口数量为288人。